# Amphoe Pang Mapha

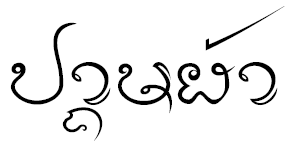
„Pang Mapha“ in Lanna-Schrift

Amphoe Pang Mapha (Thai: อำเภอ ปางมะผ้า) ist der nördlichste Landkreis (Amphoe – Verwaltungs-Distrikt) der Provinz Mae Hong Son. Die Provinz Mae Hong Son liegt im nördlichen Teil der Nordregion von Thailand.
In der Shan-Sprache bedeutet Mapha (มะผ้า) oder Makpha (หมากผ้า) Kalk, und Pang (Thai: ปาง) bedeutet Hügel, also könnte man den Namen mit Kalkhügel übersetzen.

## Geographie
Pang Mapha grenzt im Osten an den Landkreis (Amphoe) Pai, im Süden und Westen an Amphoe Mueang Mae Hong Son und im Norden an den Shan-Staat.

## Geschichte
Es gibt mehrere prähistorische Orte in der Pang-Mapha-Gegend. Der bekannteste ist die Geister-Höhle (Phimaen-Höhle, Thai: ถ้ำผีแมน, Tham Phi Maen), die in den 1960ern von dem amerikanischen Anthropologen und Archäologen Chester Gorman entdeckt wurde. Die Höhle war von 9000 bis zum Jahr 5500 v. Chr. von Jägern und Sammlern bewohnt. Zwei weitere Höhlen sind von Bedeutung, die Banyan Valley Cave (Thai: ถ้ำาปุงฮุง - Tham Pung Hung, „Banyan-Tal-Höhle“) und die Tham Nam Lot (Thai: ถ้ำน้ำลอด), durch die ein mit Booten befahrbarer Bach („Nam Lot“) fließt.
Während des Zweiten Weltkrieges baute die japanische Armee eine Straße von der Provinzhauptstadt nach Pai und weiter zur birmanischen Grenze. Später benutzten die örtlichen Bewohner die Straße, um Handel zu treiben. Dabei wurde Ban Sop Pong Mae Umong (บ้านสบป่องแม่อูมอง) als Übernachtungshalt benutzt. 1948 wurde eine Polizeistation in Pang Mapha von der Regierung in Bangkok errichtet. 1977 wurde die Straße ausgebaut. Dieser Ausbau zog viele Bewohner aus anderen Distrikten und Provinzen, sowohl auch Flüchtlinge aus dem nahen Myanmar an. Waldrodungen und Schmuggel, besonders von Drogen, waren die negativen Folgen des Straßenausbaus. Um eine effektive Verwaltung zu schaffen, wurde am 1. April 1987 ein „Zweigkreis“ (King Amphoe) eingerichtet, indem die zwei Tambon Sappong und Pang Mapha vom Amphoe Mueang Mae Hong Son abgetrennt wurden.
Später, am 5. Dezember 1996, bekam Pang Mapa den vollen Amphoe-Status.

## Flüchtlinge
Auf der birmanischen Seite der Grenze finden immer wieder Kämpfe statt. Das Gebiet nördlich von Pang Mapha wird von Minderheitenarmeen beherrscht, unter anderem der Shan State Army-South (SSA-S), die dort ihr Hauptquartier unterhält und der United Wa State Army (UWSA). Im Jahre 2005 kam es zu erheblichen Gefechten zwischen den beiden bewaffneten Gruppen. Diese Gefechte erzeugen oftmals einen Strom von Flüchtlingen über die Grenze. Auch sollen sich dort Drogenlaboratorien, besonders der UWSA, befinden.

## Sehenswürdigkeiten
- Phimaen-Höhle – archäologischer Fundort aus der Jungsteinzeit

## Verwaltung
Provinzverwaltung
Der Landkreis Pang Mapha ist in vier Tambon („Unterbezirke“ oder „Gemeinden“) eingeteilt, die sich weiter in 38 Muban („Dörfer“) unterteilen.
| Nr. | Name       | Thai    | Muban | Einw. |
| --- | ---------- | ------- | ----- | ----- |
| 01. | Sop Pong   | สบป่อง   | 08    | 7.131 |
| 02. | Pang Mapha | ปางมะผ้า | 11    | 3.916 |
| 03. | Tham Lot   | ถ้ำลอด   | 07    | 3.645 |
| 04. | Na Pu Pom  | นาปู่ป้อม  | 12    | 4.116 |

Lokalverwaltung
Im Landkreis gibt es view „Tambon-Verwaltungsorganisationen“ (องค์การบริหารส่วนตำบล – Tambon Administrative Organizations, TAO)
- Sop Pong (Thai: องค์การบริหารส่วนตำบลสบป่อง) bestehend aus dem kompletten Tambon Sop Pong.
- Pang Mapha (Thai: องค์การบริหารส่วนตำบลปางมะผ้า) bestehend aus dem kompletten Tambon Pang Mapha.
- Tham Lot (Thai: องค์การบริหารส่วนตำบลถ้ำลอด) bestehend aus dem kompletten Tambon Tham Lot.
- Na Pu Pom (Thai: องค์การบริหารส่วนตำบลนาปู่ป้อม) bestehend aus dem kompletten Tambon Na Pu Pom.